# Formació de ferro bandat
Una formació de ferro bandat o formació del ferro bandat (FFB) és un tipus de roca pertanyent a les roques sedimentàries més antigues.
Hom creu que les roques de ferro bandat es formaren a l'aigua del mar com a resultat de la producció d'oxigen per part dels cianobacteris fotosintètics. L'oxigen es va combinar amb el ferro dissolt als oceans de la Terra per formar òxids de ferro insolubles, que van precipitar, formant una prima capa al fons de l'oceà. Cada banda és similar a una varva, resultant de variacions cícliques en la producció d'oxigen.
Una formació típica de ferro amb bandes consisteix en capes fines i repetides (d'uns pocs mil·límetres a uns quants centímetres de gruix) d'òxids de ferro de plata a negre, ja sigui magnetita (Fe3O4) o hematites (Fe2O3), alternant amb bandes de sílex pobre en ferro, sovint de color vermell, de gruix similar. Una formació de ferro amb bandes individuals pot tenir fins a diversos centenars de metres de gruix i estendre's lateralment durant diversos centenars de quilòmetres.

## Eons i eres
La gran majoria de formacions de ferro bandat són de l'eó Arqueà o de l'era paleoproterozoica. No obstant això, un nombre reduït de BIF són d'edat neoproterozoica i s'associen amb freqüència, si no universalment, amb dipòsits glacials, que sovint contenen pedres glacials. També tendeixen a mostrar un nivell més alt d'oxidació, amb l'hematita que predomina sobre la magnetita, i normalment contenen una petita quantitat de fosfat, al voltant de l'1% en massa. El mesobandat sovint és pobre o inexistent i les estructures de deformació de sediments tous són habituals. Això suggereix una deposició molt ràpida. Tanmateix, com les formacions de ferro granular dels Grans Llacs, les roques sedimentàries del Neoproterozoic es descriuen àmpliament com a formacions de ferro bandat.